# Милтон (Илиноис)
Милтон (енгл. Milton) град је у америчкој савезној држави Илиноис.

## Демографија
По попису из 2010. године број становника је 271, што је 3 (-1,1%) становника мање него 2000. године.
| Група             | 2000.       | 2010.       |
| Белци             | 273 (99,6%) | 264 (97,4%) |
| Афроамериканци    | 0 (0,0%)    | 0 (0,0%)    |
| Азијати           | 0 (0,0%)    | 0 (0,0%)    |
| Хиспаноамериканци | 1 (0,4%)    | 4 (1,5%)    |
| Укупно            | 274         | 271         |